# 陪葬品

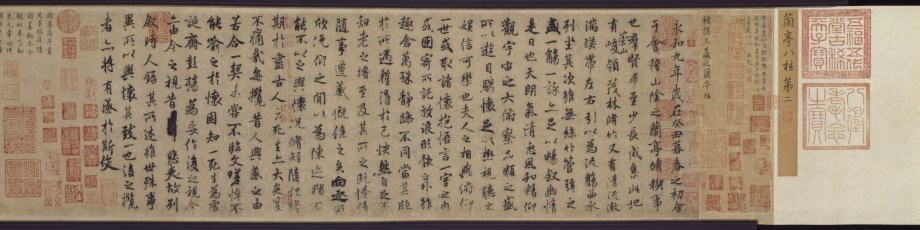
唐昭陵（或唐乾陵）陪葬品「王羲之《蘭亭集序》」摹本。

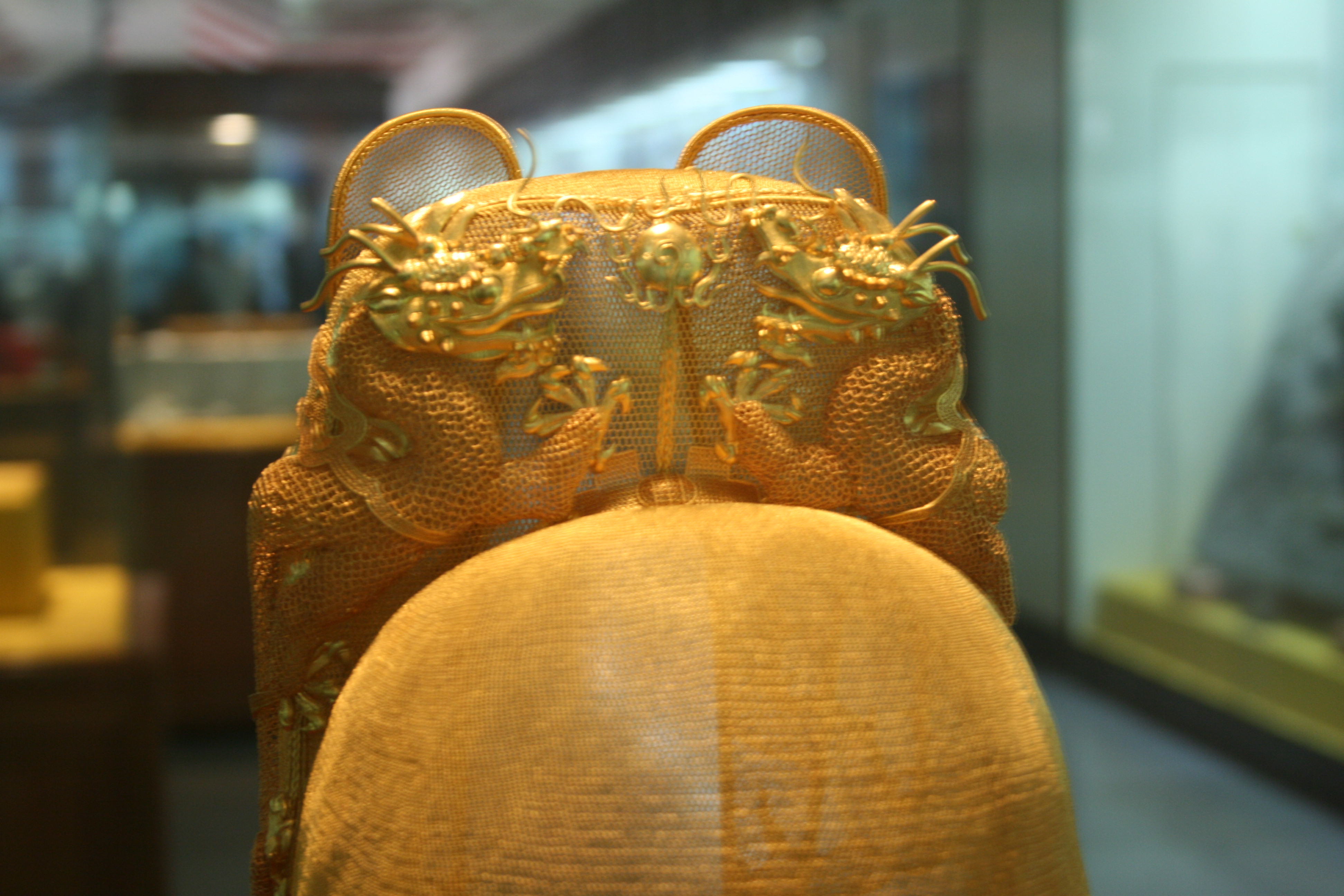
明定陵陪葬品「金絲翼善冠」複製品。

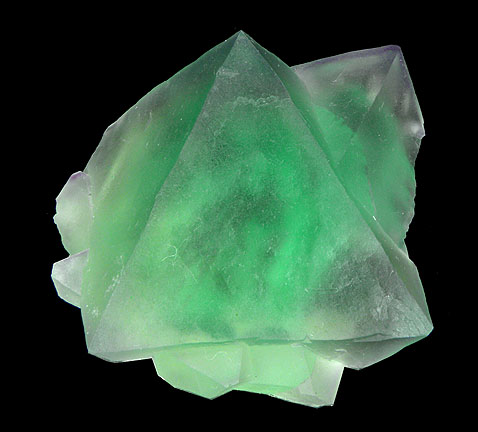
清东陵菩陀峪定東陵陪葬品「夜明珠」的原石－萤石。

陪葬品又稱殉葬品、冥器、明器，通常人死後親屬會將死者生前慣用的物品或藏品與死者一同埋葬，為殉葬品的基本由來。社會階級產生後，帝王、富人或貴族則根據其富裕程度或位階的大小而擁有大小規模不等的陪葬品，如金銀晶玉等禮器、珠寶、珍珠、鑽石、翡翠、瑪瑙、漆竹木牙骨、鶴頂紅、銅器及陶瓷所製之飾品、器具、馬車、兵器、著名文物、書畫等，有時還伴隨著人、畜的犧牲品。

## 陪葬品數量統計
中國十大陪葬品出土最多的古墓：
1. 海昏侯墓
2. 曾侯乙墓
3. 明定陵
4. 马王堆汉墓
5. 婦好墓
6. 中山靖王墓
7. 楊价墓
8. 秦公一号大墓
9. 血渭一號大墓
10. 羊舌墓地（晉文侯墓）

## 參閱
- 紙紮
- 陵墓
- 大墓地
- 兵馬俑
- 唐三彩

## 外部連結
- The Earliest Beads, Treasures From the Ancient World, Museum of Ancient and Modern Art, at muma.org （页面存档备份，存于）